# Shrimp and grits
Shrimp and grits («gambas y sémola de maíz») es un plato tradicional en el Lowcountry (la costa) de Georgia y Carolina del Sur, así como el norte de Florida también. Es un plato de desayuno aunque muchos lo consideran también como almuerzo o cena. En otros lugares, la sémola de maíz se acompaña de siluro frito o croquetas de salmón.

## Galería

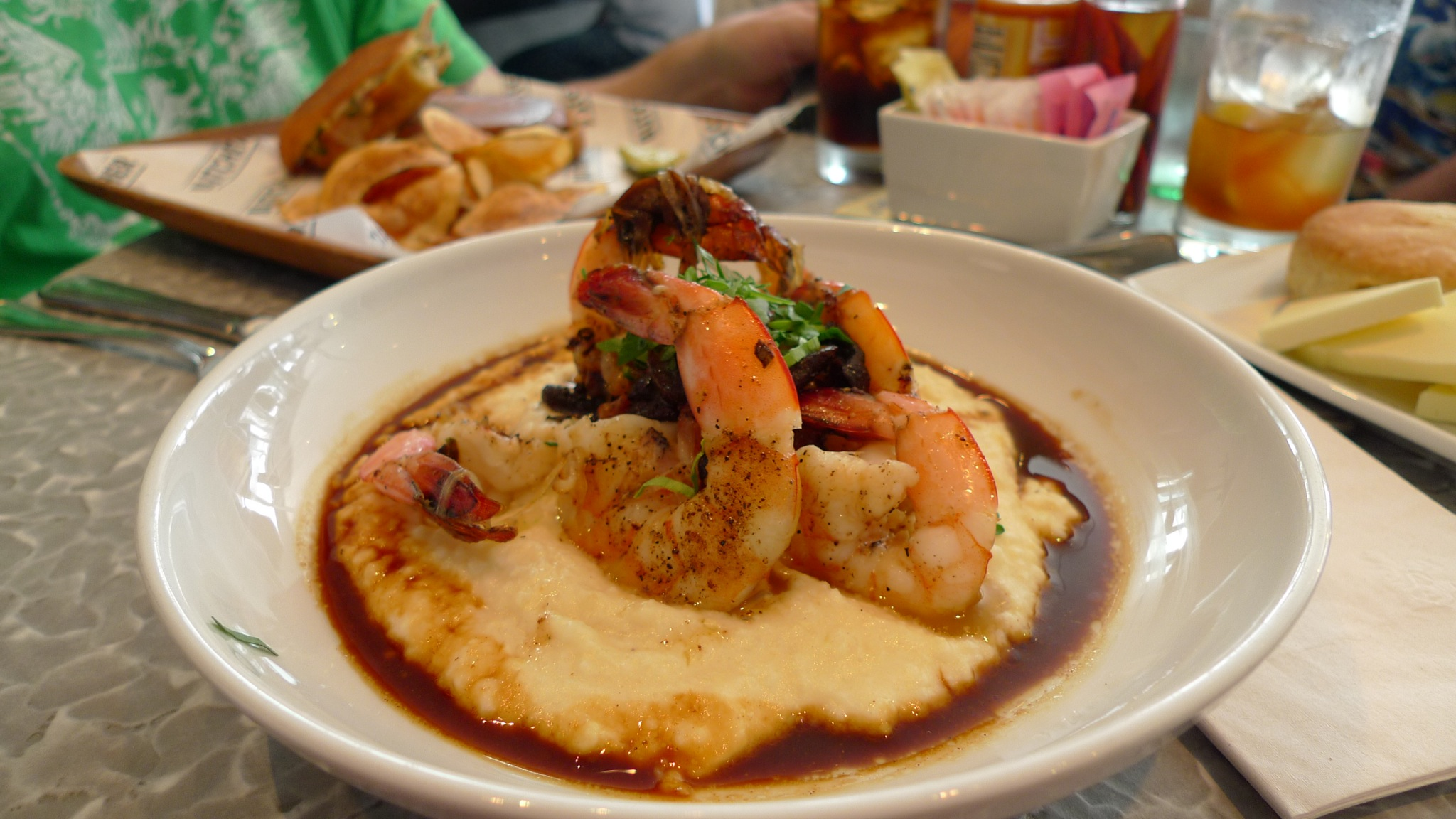
Shrimp and grits en Nueva Orleans.
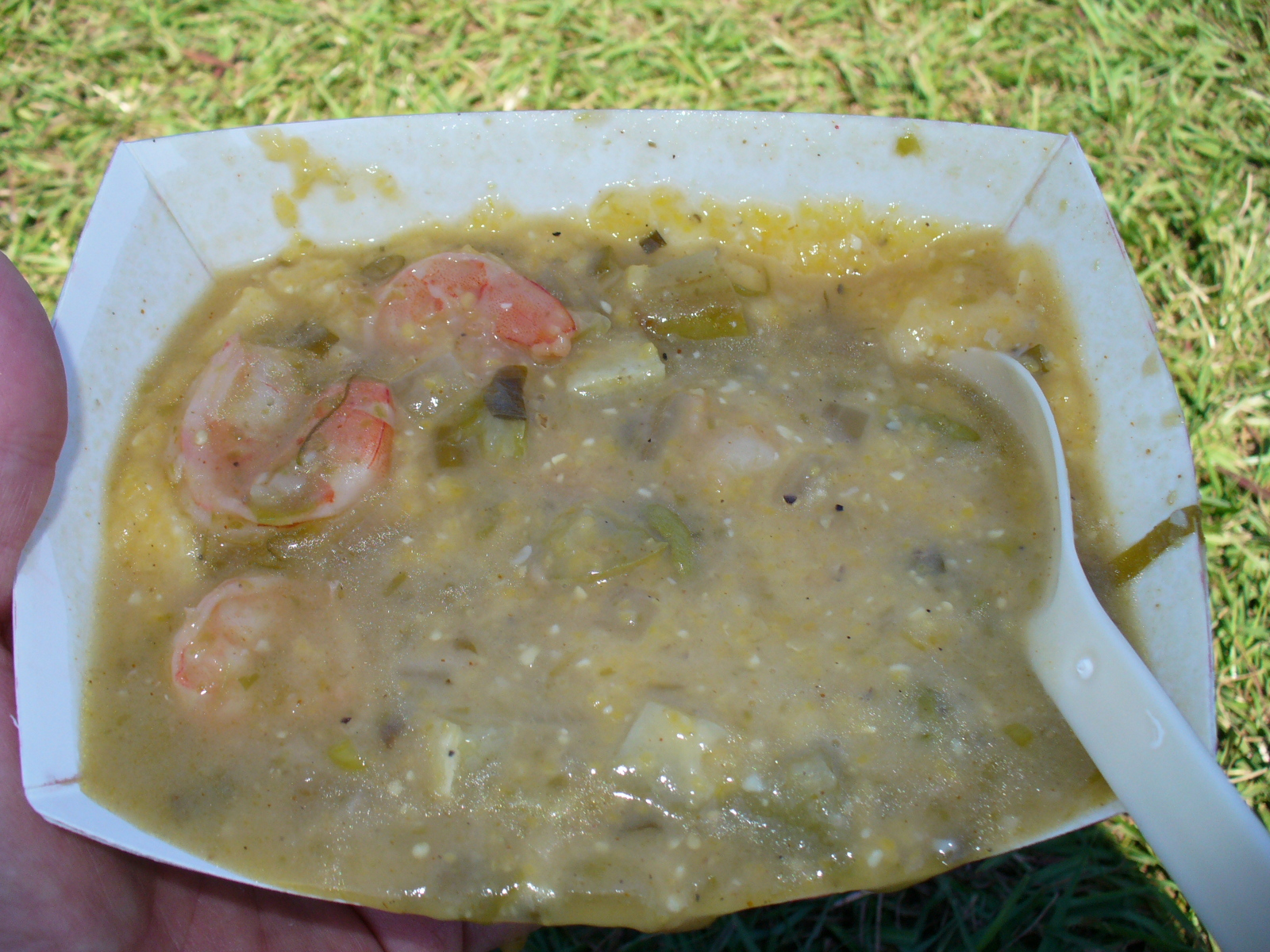
Shrimp and grits.
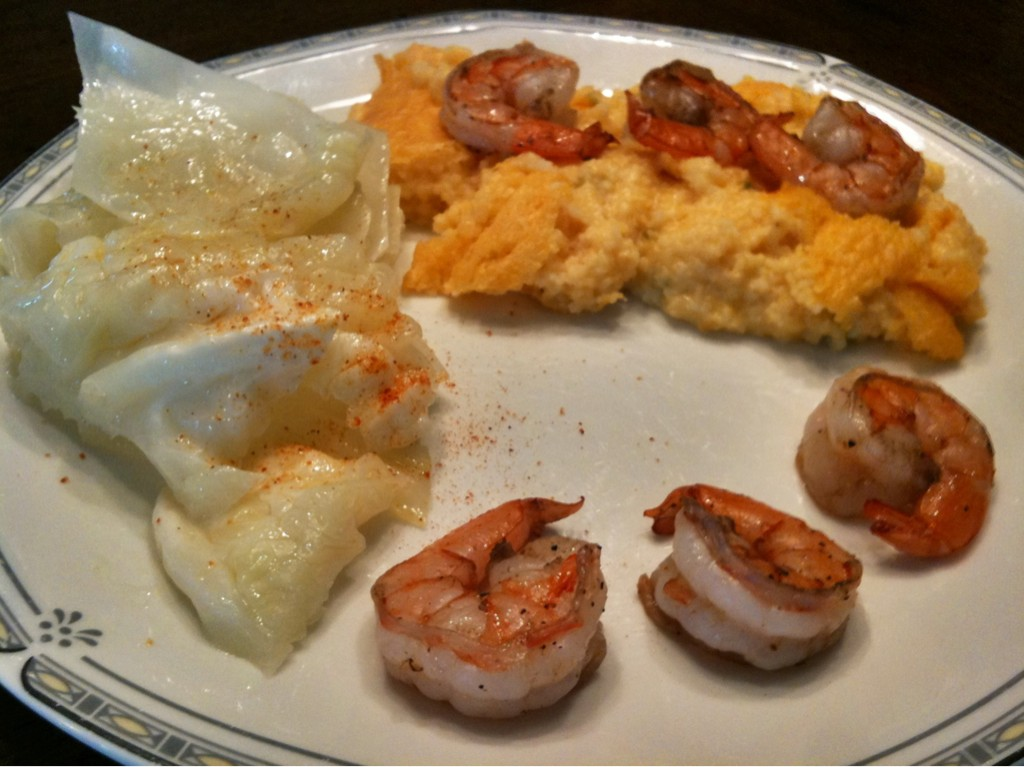
Shrimp and grits con queso cheddar y jalapeños.
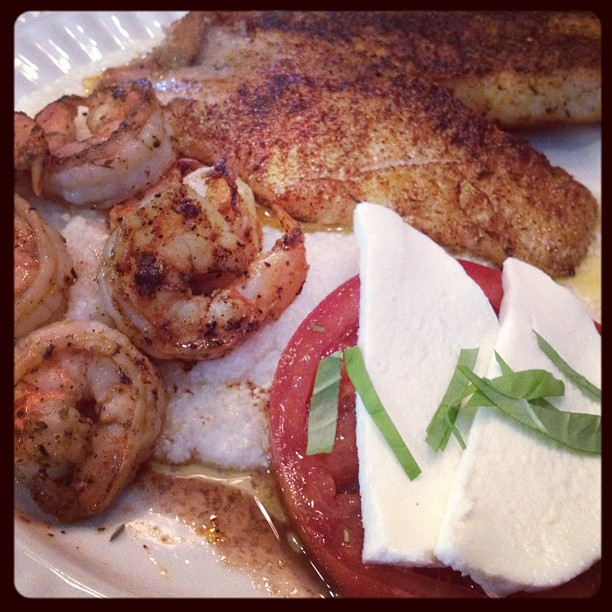
Shrimp and grits con ensalada caprese y pescado ennegrecido.

```
también es un plato muy servido  en florida
```